# Wanlessia denticulata
Wanlessia denticulata is een spinnensoort in de taxonomische indeling van de springspinnen (Salticidae).
Het dier behoort tot het geslacht Wanlessia. De wetenschappelijke naam van de soort werd voor het eerst geldig gepubliceerd in 2002 door Peng, Tso & Li.